# NGC 38
NGC 38 je spiralna galaksija brez prečke v ozvezdju Rib. Njen navidezni sij je 14,34m. Od Sonca je oddaljena približno 107 milijonov parsekov, oziroma 348,99 milijonov svetlobnih let.
Galaksijo je odkril Édouard Jean-Marie Stephan 25. oktobra 1881.